# El Tardón-El Carmen
El Tardón-El Carmen es uno de los cinco barrios en que se divide el distrito de Triana, Sevilla (España). Está situado en la zona suroeste del distrito. Limita al norte con el Barrio León; al este, con el barrio de Triana Este; al sur, con los barrios de Los Remedios y Tablada; y al oeste, con la carretera N-630.